# Dypsis cabadae
Dypsis cabadae är en enhjärtbladig växtart som först beskrevs av Harold Emery Moore, och fick sitt nu gällande namn av Henk Jaap Beentje och John Dransfield. Dypsis cabadae ingår i släktet Dypsis och familjen Arecaceae.
Artens utbredningsområde är Komorerna. Inga underarter finns listade i Catalogue of Life.